# 黃勳忠
黃勳忠（越南语：／，1879年—1950年），號東池（Đông Trì），阮朝官員。

## 生平
黃勳忠生於1879年（墓碑上作1877年），是河東省慈廉縣春早總東鄂社（今河內市北慈廉郡東鄂坊）人。黃勳忠是明命七年二甲進士黃濟美的內孫，知府黃樹遠（Hoàng Thụ Viễn）之子，也就是三甲黃相協之侄。
成泰十五年（1903年），黃勳忠參加鄉試，考中河南場舉人第三十二名，時年24歲。
1906年黃勳忠畢業於候補學校，並於次年被派往法國執行任務。
黃勳忠回國後歷任嘉平縣知縣、環龍縣知縣、同知領青威縣知縣。1916年10月，以同知銜署安平府知府。1918年4月，實授安平府一項知府。1919年4月，調任安朗府一項知府。1920年7月，調任應和府一項知府。1922年1月，升任諒山省二項按察使。1923年6月，調任建安省二項按察使。1926年2月，升任南定省一項按察使。1927年10月，調任廣安省一項按察使。1929年10月，升任廣安省一項布政使。1930年4月，升任富壽省二項巡撫。1933年6月，調任河南省二項巡撫。
1934年黃勳忠以一項巡撫退休。1938年，升任榮休總督。
黃勳忠也是開智進德會會長，參與編寫了《漢越字典》（Hán-Việt Tự-Điển）

## 家庭

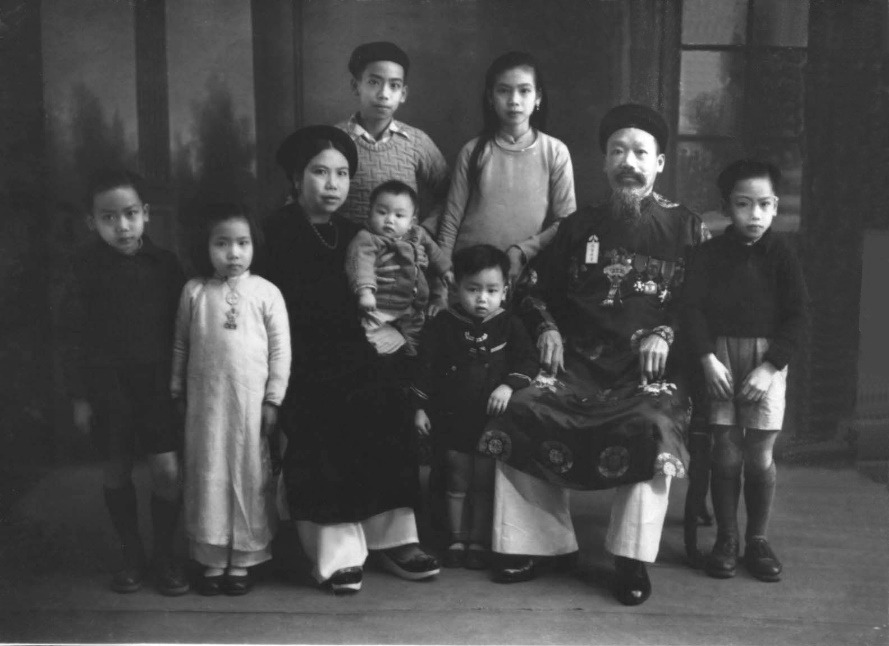
黄勋忠家庭合照

黃勳忠有兩任妻子，阮氏仁（Nguyễn Thị Nhân）和武氏竹（Vũ Thị Trúc），子女中有許多名人：
- 黃基毅（1899－1971），在法國獲得物理理學士學位，回國任教。[15]
- 黃氏娥（1903－1970），首位獲得理學博士學位的越南女性。[15]
- 黃氏妍（1906－2002），原越南共和國軍中校阮兆鴻（參與1960年政變時陣亡[16]）和越南共和國駐日本大使阮兆丹[17]的母親。
- 黃基平（1909－1988），牙醫和政治家，曾參與1967年越南共和國總統選舉。[18]
- 黃氏壬（1910－），原白梅醫院院長和胡志明主席私人醫生吳登硬之妻。
- 黃基瑞（1912－2004），律師，原越南共和國駐寮國大使，《越史考論》作者。
- 黃氏寧（1916－），法國醫生武明玉之妻。
- 黃基廣（1928－1994），越南人民軍軍官，因爲家庭背景只晉升到上校爲止。
- 黃氏珠安（1930－2014[19]），丈夫杜叔詠是工程師和作家，兩人育有眼科醫生杜黃意和越新黨主席杜黃恬。
- 黃基隆（1934－），律師，參加了黃基明創辦的抗戰陣線，在組織改組後繼續活躍於越新黨，直到2005年因爲與陳春寧醫生的意見分歧而離開。
- 黃基明（1935－1987），原越南共和國海軍副提督，1975年後成立了越南國家統一解放陣線和越南更新革命黨，1987年在從泰國前往越南途中遭到共產黨軍隊的襲擊身亡。
- 黃氏珠歸（1937－），律師，航空工程師龔進功（2021逝世[20]）之妻。
- 黃基定（1940－），化學博士，畢業於法國里爾大學，回國後擔任西貢科學大學講師，後任富壽化工學校校長。1982年後參加了黃基明組織的陣線。[21]
- 黃基長（1942－1983），醫生，原越南共和國海軍陸戰師軍醫，移居美國後繼續從事醫生工作，並參加兄長黃基明的抗戰陣線組織，1983年[22]因病逝世。

原河內市長沈黃信是黃勳忠的養子。

## 榮譽
- 法國榮譽軍團勳章騎士勳位[6]
- 農業功勳勳章軍官勳位[6]

### 引用
1. 1 2 3 4 5  Cao Xuân Dục 2011，第602頁.
2. ↑  . 1904-07-04  [2022-07-11]. （原始内容存档于2022-07-11）.
3. 1 2 3 4 5  . BUI DUY TAM. 2018-07-03  [2022-07-10]. （原始内容存档于2022-07-16） （越南语）.
4. ↑  Bùi Việt Phương. . Báo Văn nghệ. 2019-08-23  [2022-07-11]. （原始内容存档于2022-07-11） （越南语）.
5. ↑  .   [2022-07-11]. （原始内容存档于2022-07-11）. 批評：集內詩文，意佳詞穩。夫漢文詩難，國文詩尤難。茲詩翁於國文下筆容易，殊為難得。總督致仕東池黃勳忠
6. 1 2 3 4 5 6 7 8  Gouvernement General de l'Indochine 1943，第97頁.
7. 1 2  Cao Xuân Dục 1894，第19頁.
8. ↑  .   [2018-06-02]. （原始内容存档于2018-05-19）.
9. ↑  Cao Xuân Dục 1894，第57頁.
10. ↑  . 1930-04-07  [2022-07-11]. （原始内容存档于2022-07-11）.
11. ↑  . 1933-07-01  [2022-07-11]. （原始内容存档于2022-07-11）.
12. ↑  . 1938-02-16  [2022-07-11]. （原始内容存档于2022-07-11）.
13. ↑  Tiên Trí Tường. . thanhtra.com.vn. 2018-08-29  [2022-07-10]. （原始内容存档于2022-07-10） （越南语）.
14. ↑  ONLINE, TUOI TRE. . TUOI TRE ONLINE. 2020-01-12  [2022-07-10]. （原始内容存档于2021-06-21） （越南语）.
15. 1 2  Khoa Học Tạp Chí 1935，第14頁.
16. ↑  Kicon. . vietbao.com. 2000-11-13  [2022-07-10]. （原始内容存档于2022-07-07）.
17. ↑  . BBC News Tiếng Việt.   [2022-07-10]. （原始内容存档于2022-07-16） （越南语）.
18. ↑  Gouvernement General de l'Indochine 1943，第5頁.
19. ↑  . vietbao.com. 2014-11-06  [2022-07-11]. （原始内容存档于2022-07-12）.
20. ↑  . Nguoi Viet Online. 2021-05-10  [2022-07-10]. （原始内容存档于2022-07-13） （越南语）.
21. ↑  . Nguoi Viet Online. 2015-11-07  [2022-05-18]. （原始内容存档于2022-05-18） （越南语）.
22. ↑  Hành Tư. . vietbao.com. 2003-08-26  [2022-07-11]. （原始内容存档于2021-06-21）.

### 來源
- Cao Xuân Dục. . Nhà xuất bản Lao Động. 2011.
- Gouvernement General de l'Indochine. . 河內. 1943.
- Cao Xuân Dục.  . 1894  [2022-07-10]. （原始内容存档于2019-06-12）.
- Khoa Học Tạp Chí. . Khoa Học. 1935-07-01, (97)  [2022-07-10]. （原始内容存档于2022-07-10）.